# Jacqueline du Pré

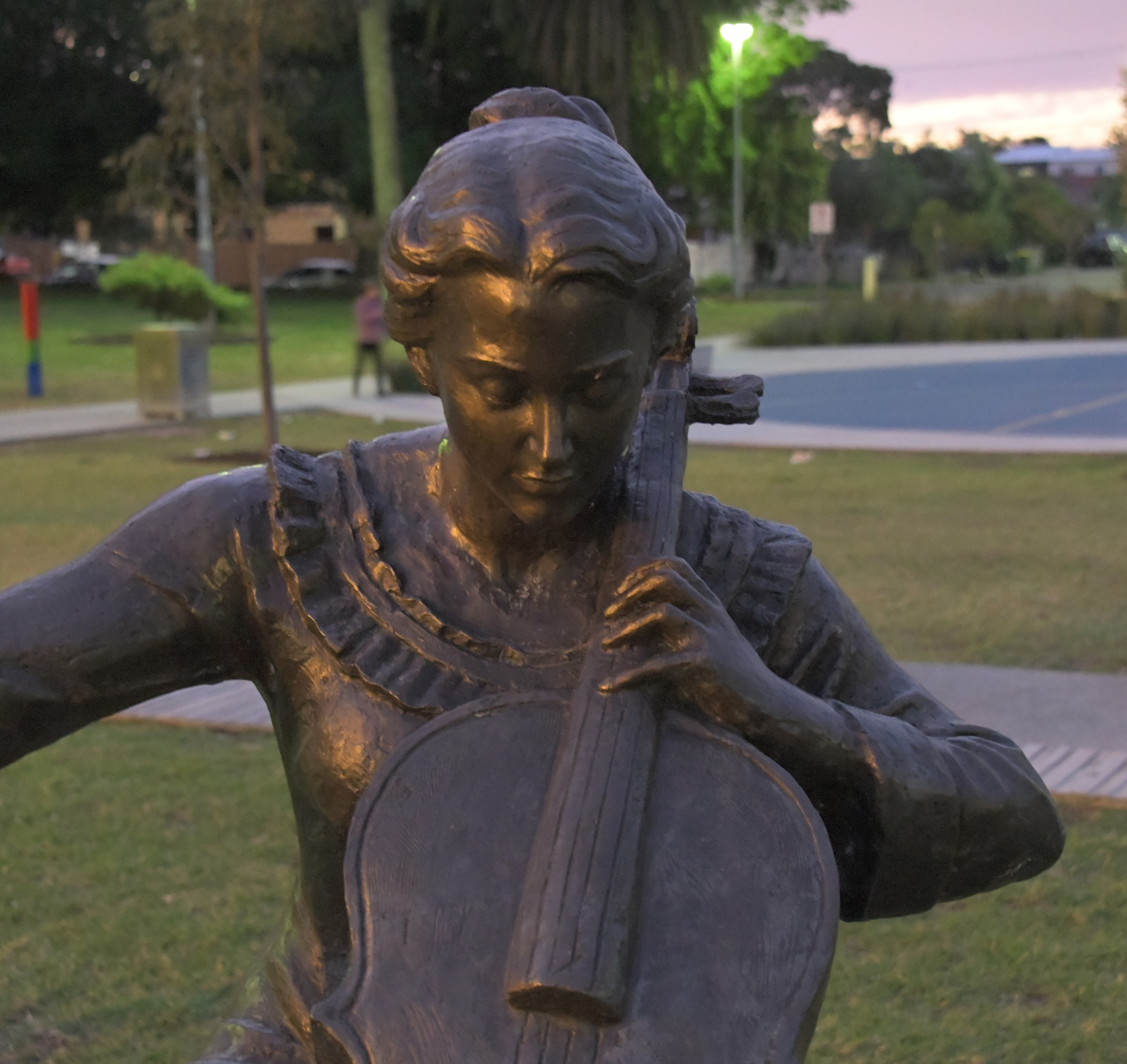
Skulptur des kroatischen Künstlers Drago Marin Cherina im „Kensington Park Community Centre“ in Kensington, Sydney

Jacqueline du Pré (* 26. Januar 1945 in Oxford; † 19. Oktober 1987 in London) war eine britische Cellistin.

## Leben
Du Pré war das zweite Kind von Derek du Pré und Iris du Pré, geb. Greep. Ihre Mutter war Pianistin und unterrichtete an der Londoner Royal Academy of Music, ihr Vater war Bankangestellter und später Herausgeber des Handelsblattes The Accountant. Sie hatte eine ältere Schwester, die Flötistin Hilary du Pré, und den jüngeren Bruder Piers du Pré. Schon im Alter von fünf Jahren zeigte Jacqueline du Pré musikalische Begabung und Interesse am Violoncello. Ersten Unterricht erhielt sie von ihrer Mutter. Von 1955 bis 1961 wurde sie von William Pleeth unterrichtet. 1960 war sie Meisterschülerin von Pau Casals; 1962 studierte sie bei Paul Tortelier in Paris und 1965 bei Mstislaw Rostropowitsch in Moskau.
Nach ihrem Studienabschluss an der Londoner Guildhall School of Music spielte sie 1961 in der Wigmore Hall, begleitet vom Pianisten Ernest Lush. 1962 debütierte sie in der Royal Festival Hall mit Edward Elgars Cellokonzert mit dem BBC Symphony Orchestra unter der Leitung von Rudolf Schwarz. Mit diesem Cellokonzert entstand 1965 ihre erste Aufnahme mit dem London Symphony Orchestra, dirigiert von John Barbirolli. Es entfaltete sich rasch eine internationale Konzerttätigkeit mit weiteren  Einspielungen bedeutender Cellokonzerte.
Im Jahr 1967 heiratete du Pré den Pianisten und Dirigenten Daniel Barenboim in Israel, den sie ein Jahr zuvor kennengelernt hatte, und konvertierte zum jüdischen Glauben. Du Pré konzertierte häufig mit Barenboim und es entstanden zahlreiche Aufnahmen. Gemeinsam mit dem Geiger Pinchas Zukerman bildeten sie ein bekanntes Trio.
Durch die Freundschaft mit Daniel Barenboim, Itzhak Perlman, Zubin Mehta und Pinchas Zukerman entstand 1969 der berühmte Film The Trout („Die Forelle“) von Christopher Nupen über Franz Schuberts Forellenquintett.
Im Jahr 1971 litt du Pré unter zunehmenden Sensibilitätsstörungen in den Fingern. 1971 spielte sie ihre letzte Aufnahme ein. Nachdem sie im Frühjahr 1973 in New York und London ihre letzten Konzerte absolviert hatte, wurde im Oktober 1973 Multiple Sklerose diagnostiziert. Gelegentlich war sie noch als Lehrerin tätig, bis sich ihr Gesundheitszustand so verschlechterte, dass sie keine Tätigkeit mehr ausüben konnte. Sie starb 1987 im Alter von 42 Jahren in Folge der Krankheit.

## Instrumente
1961 erhielt du Pré ein Stradivari-Cello von 1673, das mittlerweile „Du Pré“ genannt wird. Ab 1964 spielte sie auf dem Stradivari-Cello „Dawidow“ von 1712 (jetzt im Eigentum von LVMH, gespielt von Yo-Yo Ma). Beide Instrumente waren Geschenke ihrer Patentante Ismena Holland.
Wegen der schwierigen Spielbarkeit des Dawidow-Cellos suchte sie nach anderen Instrumenten. Von 1969 bis 1970 spielte sie auf einem Cello von Francesco Goffriller. 1970 wechselte sie zu einem Cello von Sergio Peresson, bei dem sie bis zum Ende der Karriere blieb.

## Nachwirkungen

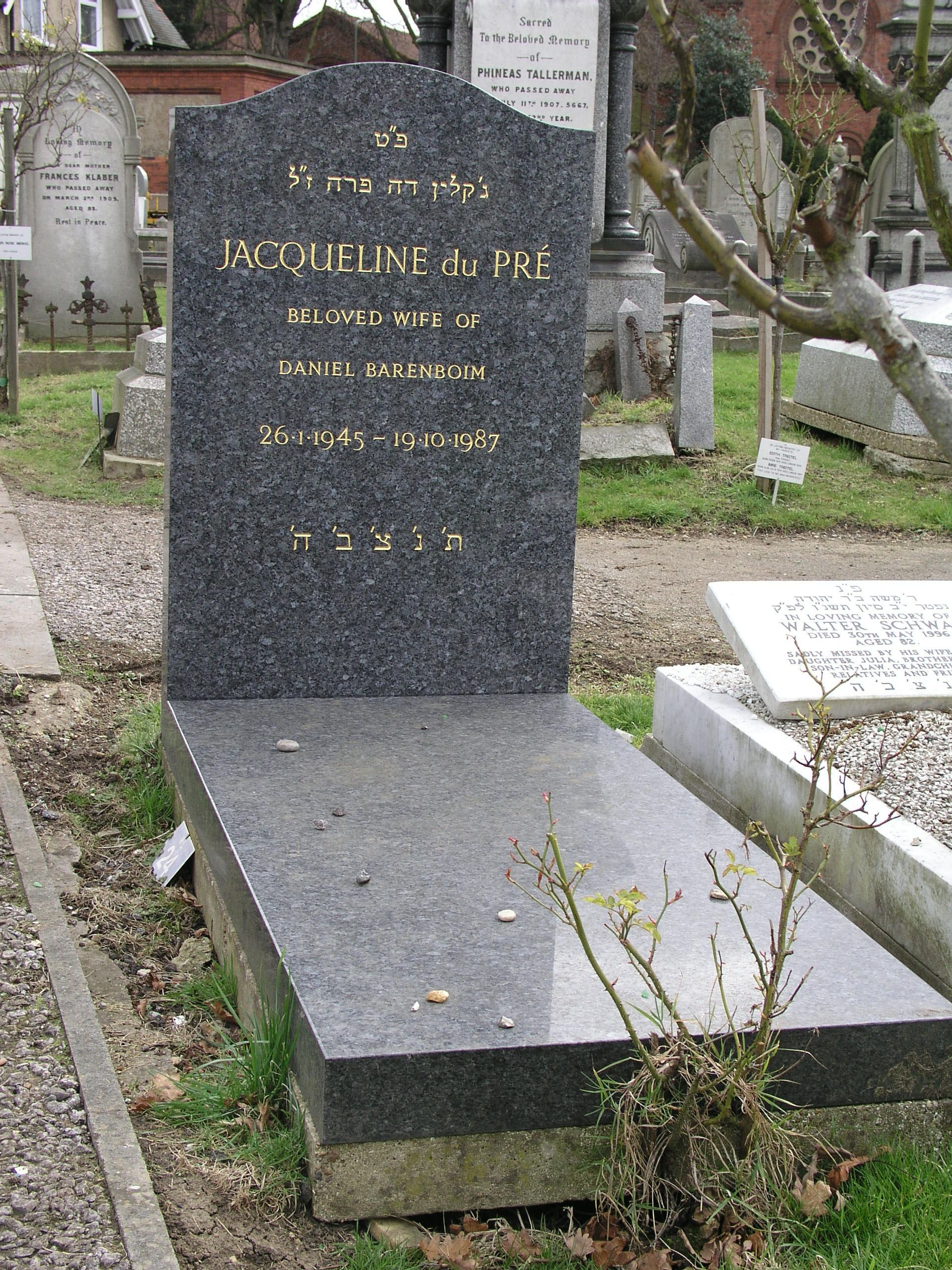
Grabstelle von Jacqueline du Pré auf dem jüdischen Friedhof von Golders Green in London

Im Jahr 1998 entstand auf der Basis von Gesprächen mit Jacqueline du Prés Geschwistern der umstrittene Film Hilary & Jackie, in dem Emily Watson die Cellistin darstellte. Der Film wurde von befreundeten Musikern – darunter Julian Lloyd Webber, Yehudi Menuhin, Itzhak Perlman, William Pleeth, Mstislav Rostropowitsch und Pinchas Zukerman – heftig kritisiert, der Film stelle eine Affäre mit dem Ehemann ihrer Schwester, dem Dirigenten Christopher Finzi, in den Vordergrund und verzerre die Persönlichkeit und das Schicksal von du Pré. Daniel Barenboim teilte mit, er werde sich weder mit dem Buch noch mit dem Film auseinandersetzen.
Nach Jacqueline du Pré sind eine Rose (Abstammung „Radox Bouquet“ x „Maigold“) und eine Clematis (Clematis alpina ,Jacqueline du Pré‘) benannt.